# 2017 au Yukon
Chronologie du Yukon
- 2013
- 2014
- 2015
- 2016
- 2017
- 2018
- 2019
- 2020
- 2021

Cette page concerne des événements d'actualité qui se sont produits durant l'année 2017 dans le territoire canadien du Yukon.

## Politique
- Premier ministre : Sandy Silver (Parti libéral)
- Chef de l'opposition officielle : Stacey Hassard (intérim) (Parti du Yukon)
- Commissaire : Doug Phillips
- Législature :  34e (en)

## Événements
- 12 janvier : Le député libéraux de Riverdale-Nord Nils Clarke (en) devient président de l'Assemblée législative du Yukon. Il succède à la président sortante et députée du Lac Watson Patti McLeod du Parti du Yukon.

- 1 mai : tremblement de terre de magnitude 6,2 dont l'épicentre était situé à environ 127 kilomètres au sud-ouest de Whitehorse, ressenti également en Colombie-Britannique et en Alaska[1].

- 30 septembre : l'ancien candidat néo-démocrate territoriale André Bourcier devient le président de l'Association franco-yukonnaise. Il succède à Angélique Bernard[2].

## Décès
- 14 avril : James Smith (en), commissaire du Yukon (º 31 décembre 1919)
- 4 août : John Frame (en), prêtre (º 8 décembre 1930)